# Ferrovienord
Ferrovienord (prima del 2006, Ferrovie Nord Milano Esercizio) è la società appartenente al Gruppo FNM che opera come gestore dell'infrastruttura della rete delle ferrovie di proprietà regionale affidate in concessione al gruppo.
In Italia è il quarto gestore di infrastruttura ferroviaria per estensione di rete, dopo Rete Ferroviaria Italiana, Ferrovie del Sud-Est e Ferrovie Emilia-Romagna.

## Storia
Nacque nel 1985, nell'ambito della trasformazione della società Ferrovie Nord Milano S.p.A. in una holding. Ebbe la denominazione Ferrovie Nord Milano Esercizio (FNME) e il suo oggetto sociale erano la gestione e la manutenzione della rete ferroviaria e dei servizi di trasporto sulla stessa.
Nel 1987, la Ferrovie Nord Milano costituì assieme alla provincia di Brescia e alla Società Nazionale Ferrovie e Tramvie (SNFT) il Consorzio Brescia Nord il cui compito era rilevare alla SNFT la concessione della ferrovia Brescia-Iseo-Edolo. Cinque anni dopo, la FNM incorporò la SNFT e acquistò l'interno pacchetto azionario del consorzio. Di conseguenza, il 1º gennaio 1993, la FNME ricevette dalla capogruppo l'esercizio ferroviario che faceva capo alla SNFT e assunse la gestione diretta della ferrovia camuna.
Nel corso del 2001 la FNME entrò nel settore italiano del trasporto di merci su rotaia, interrompendo il monopolio delle Ferrovie dello Stato. Il 25 settembre fu effettuato il primo treno merci che partì da Melzo Scalo, sulla ferrovia Milano-Venezia, per dirigersi a Zeebrugge.
Nel 2004, la FNME aderì al principio di separazione contabile fra la gestione dell'infrastruttura e quella dei servizi di trasporto. Alla società è rimasta la gestione della rete e delle stazioni, mentre le componenti aziendali relative al trasporto ferroviario passeggeri e merci furono scisse e utilizzate per costituire due nuove società. La Ferrovie Nord Milano Trasporti S.r.l. ottenne la gestione del traffico passeggeri, mentre la Ferrovie Nord Cargo S.r.l. ebbe quella merci.
Il 15 maggio 2006 a seguito di un processo di ridefinizione dell'identità societaria di tutte le società del gruppo, la società è stata ridenominata FERROVIENORD.

## Attività

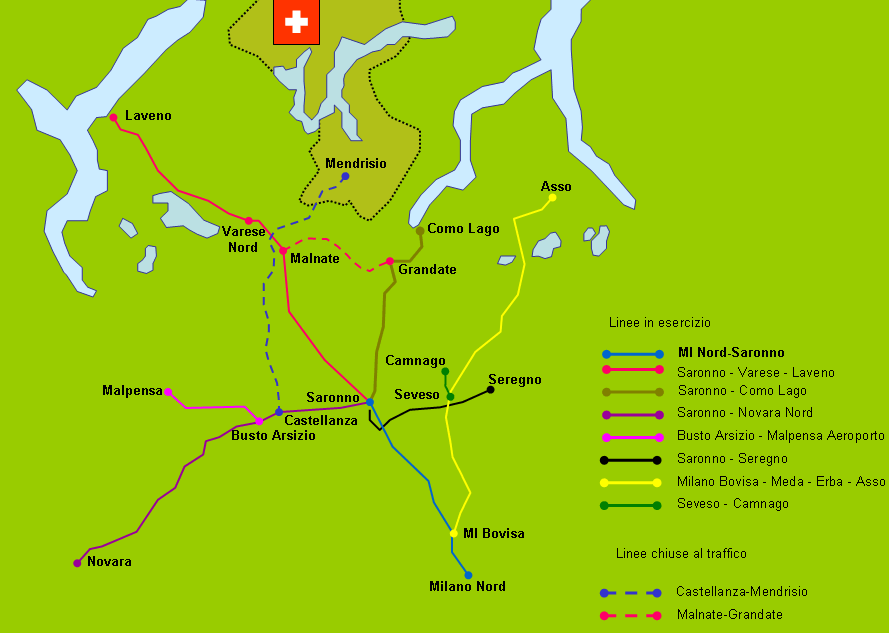
Mappa delle ferrovie in gestione dalle FERROVIENORD

La società si occupa della gestione di 319 km di rete ferroviaria e delle 120 stazioni ferroviarie dislocate lungo la stessa, utilizzate prevalentemente per i servizi passeggeri svolti da Trenord.
L'attività è organizzata in due sezioni: il Ramo Milano e il Ramo Iseo.
Il Ramo Milano si occupa delle linee di proprietà regionale affidate in concessione al gruppo che collegano la città lombarda alla Brianza Erbese, a Varese, Novara, Como e all'aeroporto di Milano-Malpensa. In particolare, le linee ferroviarie di competenza sono:
- Milano-Seveso-Asso (compresa la diramazione Seveso-Camnago);
- Milano-Saronno;
- Saronno-Novara (compresa la diramazione Sacconago-Malpensa);
- Saronno-Seregno (riaperta nel 2012)
- Saronno-Como;
- Saronno-Varese-Laveno.

Il Ramo Iseo, invece, si occupa della gestione della ferrovia Brescia-Iseo-Edolo con diramazione Bornato-Rovato.
Tutte le linee sono elettrificate ad una tensione di 3000 volt a corrente continua ad eccezione di due linee a trazione diesel: la Brescia-Edolo e la Bornato-Rovato.
Oltre alla funzione primaria di gestore infrastruttura, FERROVIENORD si occupa anche, per conto della Regione Lombardia e del Gruppo FNM, di acquistare materiale rotabile da noleggiare all'impresa di trasporto che vi effettuerà i servizi, anche quelli che impiegheranno ferrovie di altri gestori. Al 2015 tutti i mezzi appartenenti a FN fanno parte della flotta di Trenord.

## Loghi

Logo in uso fino al 2018
Logo attuale